# ولفورث
ولفورث (بالإنجليزية: Wolfforth, Texas)‏ هي مدينة تقع بولاية تكساس في شمال شرق الولايات المتحدة. تبلغ مساحة هذه المدينة 7.99 (كم²)، وترتفع عن سطح البحر 1011 م، بلغ عدد سكانها 3670 نسمة في عام 2010 حسب إحصاء مكتب تعداد الولايات المتحدة .

## التركيبة السكانية
حدّد مكتب تعداد الولايات المتحدة بيانات التركيبة السكانية لولفورث في تعداد الولايات المتحدة. في ما يلي، التركيبة السكانية حسب تعدادي 2000 و2010.

### تعداد عام 2000
بلغ عدد سكان ولفورث 2,554 نسمة بحسب تعداد عام 2000، وبلغ عدد الأسر 900 أسرة وعدد العائلات 724 عائلة مقيمة في المدينة. في حين سجلت الكثافة السكانية 320.9 نسمة لكل كيلومتر مربع (831.1/ميل2). وبلغ عدد الوحدات السكنية 972 وحدة بمتوسط كثافة قدره 122.1 لكل كيلومتر مربع (316.2/ميل2).
وتوزع التركيب العرقي للمدينة بنسبة 85.47% من البيض و1.29% من الأمريكيين الأفارقة و0.16% من الأمريكيين الأصليين و0.23% من الأمريكيين ذوي الأصول الآسيوية و12.06% من الأعراق الأخرى و0.78% من عرقين مختلطين أو أكثر و22.71% من الهسبانيون أو اللاتينيون من أي عرق.
بلغ عدد الأسر 900 أسرة كانت نسبة 47.4% منها لديها أطفال تحت سن الثامنة عشر تعيش معهم، وبلغت نسبة الأزواج القاطنين مع بعضهم البعض 61.3% من أصل المجموع الكلي للأسر، ونسبة 15.4% من الأسر كان لديها معيلات من الإناث دون وجود شريك، بينما كانت نسبة 3.7% من الأسر لديها معيلون من الذكور دون وجود شريكة وكانت نسبة 19.6% من غير العائلات. تألفت نسبة 16.7% من أصل جميع الأسر من عدة أفراد يعيشون في نفس المنزل ونسبة 7.1% كانت تتألف من شخص يعيش بمفرده يبلغ من العمر 65 عاماً أو أكثر. وبلغ متوسط حجم الأسرة المعيشية 2.79، أما متوسط حجم العائلات فبلغ 3.12.
بلغ العمر الوسطي للسكان 33.1 عاماً. وكانت نسبة 29.9% من القاطنين تحت سن الثامنة عشر، وكانت نسبة 8.3% بين الثامنة عشر والرابعة والعشرين عاماً، ونسبة 32% كانت واقعةً في الفئة العمرية ما بين الخامسة والعشرين والرابعة والأربعين عاماً، ونسبة 19.5% كانت ما بين الخامسة والأربعين والرابعة والستين، ونسبة 8.5% كانت ضمن فئة الخامسة والستين عاماً فما فوق. يوجد لكل 100 أنثى 90.6 ذكر، ويوجد لكل 100 أنثى في الثامنة عشر من عمرها فما فوق 88.1 ذكر.
بلغ متوسط دخل الأسرة في المدينة 37,465 دولارًا، أما متوسط دخل العائلة فبلغ 40,694 دولارًا. وكان متوسط دخل الذكور 30,461 دولارًا مقابل 20,990 دولارًا للإناث. وسجل دخل الفرد الخاص بالمدينة 16,567 دولارًا. وكانت نسبة 12.4% من العائلات ونسبة 15.1% من السكان تحت خط الفقر، وكان من هؤلاء نسبة 16.6% تحت سن الثامنة عشر ونسبة 22% في الخامسة والستين من العمر وما فوق.

### تعداد عام 2010
بلغ عدد سكان ولفورث 3,670 نسمة بحسب تعداد عام 2010، وبلغ عدد الأسر 1,303 أسرة وعدد العائلات 1,001 عائلة مقيمة في المدينة. في حين سجلت الكثافة السكانية 461.1 نسمة لكل كيلومتر مربع (1,194.2/ميل2). وبلغ عدد الوحدات السكنية 1,393 وحدة بمتوسط كثافة قدره 175 لكل كيلومتر مربع (453.2/ميل2).
وتوزع التركيب العرقي للمدينة بنسبة 87.25% من البيض و2.64% من الأمريكيين الأفارقة و0.46% من الأمريكيين الأصليين و0.98% من الأمريكيين ذوي الأصول الآسيوية و0.03% من سكان جزر المحيط الهادئ و5.69% من الأعراق الأخرى و2.94% من عرقين مختلطين أو أكثر و26.32% من الهسبانيون أو اللاتينيون من أي عرق.
بلغ عدد الأسر 1,303 أسرة كانت نسبة 44.9% منها لديها أطفال تحت سن الثامنة عشر تعيش معهم، وبلغت نسبة الأزواج القاطنين مع بعضهم البعض 60.7% من أصل المجموع الكلي للأسر، ونسبة 12.4% من الأسر كان لديها معيلات من الإناث دون وجود شريك، بينما كانت نسبة 3.7% من الأسر لديها معيلون من الذكور دون وجود شريكة وكانت نسبة 23.2% من غير العائلات. تألفت نسبة 20% من أصل جميع الأسر من عدة أفراد يعيشون في نفس المنزل ونسبة 7.2% كانت تتألف من شخص يعيش بمفرده يبلغ من العمر 65 عاماً أو أكثر. وبلغ متوسط حجم الأسرة المعيشية 2.81، أما متوسط حجم العائلات فبلغ 3.26.
بلغ العمر الوسطي للسكان 33.9 عاماً. وكانت نسبة 31% من القاطنين تحت سن الثامنة عشر، وكانت نسبة 6.7% بين الثامنة عشر والرابعة والعشرين عاماً، ونسبة 27.5% كانت واقعةً في الفئة العمرية ما بين الخامسة والعشرين والرابعة والأربعين عاماً، ونسبة 25% كانت ما بين الخامسة والأربعين والرابعة والستين، ونسبة 9.7% كانت ضمن فئة الخامسة والستين عاماً فما فوق. وتوزع التركيب الجنسي للسكان بنسبة 49.6% ذكور و50.4% إناث.

## وصلات خارجية
- www.wolfforthtx.us
- The US50 - Cities and Towns in Texas State